# Aspremont, Hautes-Alpes

Aspremont este o comună în departamentul Hautes-Alpes, Franța. În 1 ianuarie 2022 avea o populație de 362 de locuitori.